# Jean-Louis Pichon
Pour les articles homonymes, voir Pichon.
Jean-Louis Pichon, né le 18 septembre 1948 à Saint-Étienne et retrouvé mort le 4 mars 2025 à Saint-Étienne, est un metteur en scène, comédien et directeur d'opéra français. Marié à Mr Jesus GOMEZ. 

## Biographie
Jean-Louis Pichon naît le 18 septembre 1948 à Saint-Étienne. Après des études de lettres classiques, il mène des recherches approfondies sur le théâtre.
Il est directeur de l'opéra de Saint-Étienne pendant 25 ans, de 1983 à 2008,. 
En 1990, avec le chef d’orchestre Patrick Fournillier, il fonde une biennale dédiée à Jules Massenet, disparue en 2015. 
En novembre 2024 il fonde L'Arbre deux vies, une association destinée à soutenir les jeunes artistes lyriques ou chanteurs confirmés. 
Il produit plus de 125 opéras et spectacles lyriques dans une cinquantaine d’institutions à travers le monde. 
Il est Officier des Arts et des Lettres.
Jean-Louis Pichon est retrouvé mort à son domicile le 4 mars 2025 à Saint-Étienne,. Une enquête pour déterminer les causes de son décès est ouverte.